# Trindade (peça)
Trindade é uma peça de teatro escrita pelo dramaturgo Caio de Andrade. Estreou no Rio de Janeiro, com direção do autor, em 2005. Recebeu duas indicações ao Prêmio Shell. Em 2007, foi remontada e encenada em São Paulo, com novo elenco.

## Elenco

### Rio de Janeiro
- Herson Capri - Gal. Pestana
- Guilherme Leme - Tito
- Pedro Garcia Netto - Emílio

### São Paulo
- Luciano Chirolli - Gal. Pestana
- Guilherme Leme - Tito
- Pedro Neschling - Emílio

## Prêmios e Indicações
- Indicado ao Prêmio Shell de Teatro do Rio de Janeiro em 2005 nas categorias Melhor Texto (Caio de Andrade) e Melhor Ator (Herson Capri)